# Chorvaten
Chorvaten (tschechisch Chorvati, lateinisch Chrovati) waren ein westslawischer Stamm im nördlichen Böhmen im 9. und 10. Jahrhundert.

## Erwähnungen
Die Chorvaten wurden nur dreimal in historischen Quellen erwähnt.
Alfred der Große schrieb um das Jahr 890 von Hrvati westlich der Daleminzer.
Die Chronica Boemorum nannte ein Gebiet der Chorvaten, in dem die böhmische Fürstin Drahomíra nach ihrer Vertreibung aus Prag Zuflucht suchte.
In einer Grenzbeschreibung des Bistums Prag aus dem Jahr 1086, die wahrscheinlich den Zustand von dessen Gründung 973 wiedergibt, werden Chrovati et altera Chrovati erwähnt.

## Gebiet
Alfred der Große nannte sie östlich der Daleminzer (an der Elbe um Lommatzsch).
In der Grenzbeschreibung wurden sie zwischen Pschowanen (um Mělník) und Slensanen (an der oberen Oder in Schlesien) genannt. Sie siedelten also wahrscheinlich in einem Gebiet südlich der Sudeten im nördlichen Böhmen.

## Ortsbezeichnungen
- Chorvatice im Norden Böhmens,
- Charvátice im Norden Böhmens